# Adolf Mošinsky
Adolf pl. Mošinsky (Donji Miholjac, 23. srpnja 1843. – Zagreb, 18. srpnja 1907.) bio je hrvatski političar i zaslužni gradonačelnik Zagreba (1892. – 1904.).

## Životopis
Rođen je kao Adolphus Ignatius Joannes Nepomuk i kršten u župnoj crkvi u Donjem Miholjcu. Otac mu je Ignatius Mossinszky i majka Maria Rohrer. Po ocu potječe od starog poljskog roda Nałęcz. Preci Adolfa Moszynskog su došli u Hrvatsku krajem XVIII. stoljeća iz Sendomierza kod Mińska Mazowieckoga u današnjoj Poljskoj. Prezime Mošinsky se izvorno piše Moszyński, ali je pisanje prilagođavano prostoru gdje su živjeli pojedini potomci te obitelji.
Otac Adolfa Mošinskog je bio provizor na vlastelinstvu Valpovo i Donji Miholjac čiji je vlasnik bio u to vrijeme Gustav Prandau. Krsni kum bio mu je Joannes Nepomuk Danhelovsky, otac Danhelovsky Adolfa, čuvenog hrvatskog šumarskog stručnjaka. Adolf Mošinsky se 16. svibnja 1871. oženio s Justinom Šupljikac s kojom je imao sina Ivo Fedor Mošinsky i kćeri Marianu i Dagmar.
Adolf pl. Mošinsky završio je Klasičnu gimnaziju u Zagrebu 1864. godine. Studirao je pravo u Beču i Budimpešti. Gradski zastupnik u Zagrebu postao je 1888., a 1892. imenovan je Vladinim povjerenikom za Zagreb. Iste godine nakon izbora postaje gradonačelnik Zagreba, a poznat je po tome što je na čelu grada bio tri uzastopna mandata kroz 12 godina što je rekord koji je oborio tek Milan Bandić. 
Kao pristaša bana Khuena Hedervaryja i član tada unitarističe Narodne stranke mnogima nije bio po volji, ali u njegovo vrijeme Zagreb je doživio pravi preporod. Za njegova načelnikovanja Zagreb je dobio vodovod i kanalizacijski sustav, a potok Medveščak je skrenut istočno od Jelačićeva trga i pretvoren u podvodni kanal. Zagreb je također po broju stanovnika narastao za 30 posto. Za njegovog mandata izgrađene su "do dana današnjeg najvelegradskije i najdopadljivije gradske vizure", kao što su zgrada Hrvatskog narodnog kazališta (HNK), današnji Muzej Mimara, Umjetnički paviljon. Za njegovog vladanja gradom dovršena je Zelena potkova i mnoge donjogradske prometnice, izgrađena je cesta do Sljemena, a na Medvednici je sagrađeno i lječilište Brestovac, kao i planinsko odmorište koje je u čast Mošinskog nazvano Adolfovac.
Za Mošinskoga je u Zagreb došao i taksi, a Mošinsky je bio prvi putnik taksista Tadije Bartolovića u prvoj zagrebačkoj taksi vožnji 1901. godine. Bio je prvi gradonačelnik Zagreba koji je nosio počasni lanac, prema odluci gradskog zastupstva koje je trošak izrade lanca predvidjelo gradskim proračunom. No gradonačelnik Mošinsky je predložio da troškovi izrade počasnog lanca ne idu iz redovita gradskog proračuna, već iz izvanredne dotacije.
Adolf Mošinsky dobiva 25. ožujka 1899. novu grbovnicu kao potvrdu starog plemstva s pridjevkom "od Zagreb-grada". Mošinsky je podnio ostavku nakon što je oporba pobijedila na izborima 1904. te je do 1906. bio na čelu odjela za bogoštovlje i nastavu. Preminuo je 1907., u 64. godini. Dvije godine nakon smrti, 1909. je dobio ulicu koja je nakon 1945. preimenovana u Nazorovu, a 2012. je park pored Gradskog poglavarstva nazvan Parkom Adolfa Mošinskog. Pripisuje mu se najuspješnije razdoblje Zagreba u njegovoj modernoj povijesti.